# Idiops hirsutipedis
Idiops hirsutipedis là một loài nhện trong họ Idiopidae.
Loài này thuộc chi Idiops. Idiops hirsutipedis được Cândido Firmino de Mello-Leitão miêu tả năm 1941.